# A Story About My Uncle
A Story About My Uncle (en español: Una historia sobre mi tío) es un juego de aventuras indie del 2014 creado por Gone North Games y publicado por Coffee Stain Studios. Inicialmente fue desarrollado por estudiantes de la Universidad Södertörn en 2012, con un lanzamiento completo en mayo de 2014 para Microsoft Windows y tres años después para macOS y Linux . El juego se volvió a desarrollar profesionalmente después de la colaboración con Coffee Stain Studios. 
Según el agregador de reseñas Metacritic, el juego recibió críticas mixtas. Fue nominado para el premio al Juego del Año en los 2012 Swedish Game Awards.

## Jugabilidad y trama
A Story About My Uncle es un videojuego indie de aventuras, de plataformas, con perspectiva de primera persona y ambientado en un mundo de rocas flotantes que el jugador usa para moverse. El jugador necesita buscar a su tío Fred.
El tío Fred es descrito como "un científico brillante, una versión caprichosa y ecuánime del tío Quentin de los famosos Cinco Libros". Un tablero en la casa abandonada del narrador le dice al jugador que Fred construyó un sistema de eliminación de desechos, posiblemente controlado por la luz de las estrellas. Después de esta historia de fondo, el juego comienza con el narrador que siendo un niño entra en la "dimensión de eliminación de residuos" para buscar a su tío. El jugador sigue al personaje del tío a través del entorno del juego, con un traje que está equipado con un "gancho de agarre mágico y amortiguadores" que evitan que el personaje del jugador sufra daños al aterrizar. Más adelante en el juego, el jugador encontrará y podrá usar botas de propulsión a chorro, que le permitirán viajar más lejos en un solo salto.  

## Desarrollo
Según Sebastian Eriksson, cofundador de Gone North Games y uno de los programadores de la compañía, las ideas iniciales para desarrollar el juego eran "básicamente jugar con la gravedad en el mundo: podrías poner al mundo patas arriba". Los estudiantes que desarrollaron A Story About My Uncle tenían que aprender a usar el software de desarrollo de juegos Unreal Engine porque no tenían mucha experiencia en el campo de los videojuegos.
Ya que el juego fue desarrollado para una competencia, los estudiantes universitarios tuvieron la tarea construir un "juego no violento en primera persona en Unreal Engine". Los estudiantes de Södertörn crearon su propio estudio de videojuegos llamado Gone North Games. Según Sebastian Zethraeus, aprendieron a usar el motor en diez semanas y construyeron un prototipo en ese momento; dijo que "estaban orgullosos de eso en ese momento, pero nuestros ojos sangran ahora cuando lo miramos".  
Una historia sobre mi tío se lanzó por primera vez el 30 de julio de 2012 como una demostración gratuita; la demo fue nominada para Juego del Año en los Swedish Game Awards. Los desarrolladores de Gone North Games se asociaron con Coffee Stain Studios para publicar el juego el 28 de mayo de 2014 en Steam, junto a esta nueva asociación re-desarrollaron profesionalmente el juego. El juego fue lanzado el 28 de mayo de 2014 para Microsoft Windows, y el 12 de mayo de 2017 para macOS y Linux.
Los estudiantes desarrolladores de Gone North Games, junto con Coffee Stain Studios, pulieron el juego "rehaciendo todo, desde las mallas hasta la actuación de voz en el código mismo". Sebastian Eriksson dijo que ser nominado para el Juego del Año y recibir comentarios de los primeros jugadores llevó al grupo a terminar el juego.  

## Recepción

### Respuesta Crítica
Metacritic, que utiliza un promedio ponderado, asignó al juego una puntuación de 73 de 100, basado en 24 críticas, lo que indica "revisiones mixtas o promedio". A partir de diciembre de 2019, el juego obtuvo una revisión "Muy positiva" por más de 10,150 opiniones en Steam.
Stephen Dunne de GodisaGeek escribió que "Algunos [jugadores] pueden encontrar A Story About My Uncle demasiado fácil y otros pueden encontrarlo irritante", pero que "la mayoría, sin embargo, estará absorta en su mundo de fantasía siempre brillante y carismático". Ben Griffin de PC Gamer escribió que el juego "es rápido, fluido y divertido". Cassidee Moser, de CGMagazine, elogió el juego por estar "bien diseñado y estimulado" y agregó que "los entornos son variados y están muy bien hechos" y que "la historia en sí misma es un jugueteo mágico inocente y alegre".
Kyle Hilliard de Game Informer también consideró que el juego era alegre, pero sugirió que esto está "en desacuerdo con la dificultad al final del juego" y es muy confuso a quién va dirigido el juego.

### Premios
En 2012, A Story About My Uncle recibió una nominación para el Juego del Año en los Swedish Game Awards .